# Leigh Taylor-Young
Leigh Taylor-Young (Washington, 25 gennaio 1945) è un'attrice statunitense, vincitrice di un Emmy Award nel 1996.

## Biografia

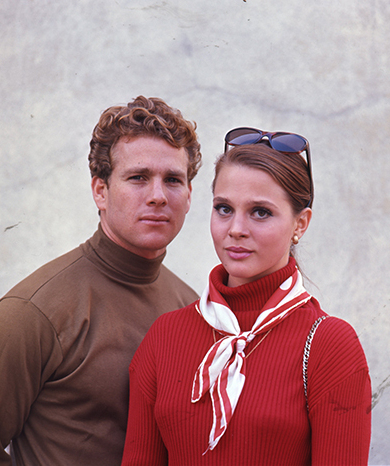
Leigh Taylor-Young con Ryan O'Neal

Nata nel 1945, sin da giovane si dedica ad attività artistiche. Partecipa a vari spettacoli teatrali e, dopo una lunga gavetta, arriva la celebrità: negli anni novanta diventa protagonista della serie televisiva La famiglia Brock. Grazie a questa interpretazione l'attrice vince un Emmy Award, viene candidata a un Golden Globe e partecipa a vari festival televisivi.

## Filmografia

### Cinema
- Lasciami baciare la farfalla (I Love You, Alice B. Toklas), regia di Hy Averback (1968)
- Io sono perversa (The Big Bounce), regia di Alex March (1969)
- L'ultimo avventuriero (The Adventurers), regia di Lewis Gilbert (1969)
- I formidabili (The Games), regia di Michael Winner (1970) - non accreditata
- The Buttercup Chain, regia di Robert Ellis Miller (1970)
- Cavalieri selvaggi (The Horsemen), regia di John Frankenheimer (1971)
- La gang che non sapeva sparare (The Gang That Couldn't Shoot Straight), regia di James Goldstone (1971)
- 2022: i sopravvissuti (Soylent Green), regia di Richard Fleischer (1973)
- Can't Stop the Music, regia di Nancy Walker (1980)
- Troppo belle per vivere (Looker), regia di Michael Crichton (1981)
- L'ammiratore segreto (Secret Admirer), regia di David Greenwalt (1985)
- Doppio taglio (Jagged Edge), regia di Richard Marquand (1985)
- Al di là del desiderio (Bliss), regia di Lance Young (1997)
- Slackers, regia di Dewey Nicks (2002)
- Coffee Date, regia di Stewart Wade (2006)
- Dirty Laundry, regia di Maurice Jamal (2006)

### Televisione
- Peyton Place – soap opera, 70 puntate (1966-1967)
- Under the Yum Yum Tree, regia di E.W. Swackhamer – film TV (1969)
- Uno sceriffo a New York (McCloud) – serie TV, un episodio (1976)
- Fantasilandia (Fantasy Island) – serie TV, episodio 2x05 (1978)
- Love Boat (The Love Boat) – serie TV, episodio 2x12 (1978)
- Devlin & Devlin (The Devlin Connection) – serie TV, 9 episodi (1982)
- Cuore e batticuore (Hart to Hart) – serie TV, episodio 3x18 (1982)
- Hotel – serie TV, episodi 1x04-2x18-4x08 (1983-1986)
- The Hamptons – serie TV, un episodio (1983)
- Spenser (Spenser: For Hire) – serie TV, episodio 1x18 (1986)
- Napoleone e Giuseppina (Napoleone and Josephine: A Love Story) – miniserie TV (1987)
- Perry Mason: Lo spirito del male (Perry Mason: The Case of the Sinister Spirit), regia di Richard Lang – film TV (1987)
- Dallas – serie TV, 20 episodi (1987-1989)
- Alfred Hitchcock presenta (Alfred Hitchcock Presents) – serie TV, episodio 3x11 (1988)
- Over My Dead Body – serie TV, un episodio (1990)
- Evening Shade – serie TV, episodio 1x13 (1991)
- Civil Wars – serie TV, 2 episodi (1992-1993)
- I ragazzi della prateria (The Young Riders) – serie TV, episodio 3x19 (1992)
- La famiglia Brock (Picket Fences) – serie TV, 16 episodi (1993-1995)
- Il cane di papà (Empty Nest) – serie TV, episodio 7x15 (1995)
- La signora in giallo (Murder, She Wrote) – serie TV, episodio 12x02 (1995)
- JAG - Avvocati in divisa (JAG) – serie TV, episodio 1x01 (1995)
- Bionda e pericolosa (An Unfinished Affair), regia di Rod Hardy – film TV (1996)
- I ragazzi di Malibu (Malibu Shores) – serie TV, un episodio (1996)
- Sentinel (The Sentinel) – serie TV, 3 episodi (1996-1999)
- Sunset Beach – soap opera, 109 puntate (1997)
- Settimo cielo (7th Heaven) – serie TV, episodio 2x01 (1997)
- I Rugrats (Rugrats) – serie animata, un episodio (1997) - voce
- Beverly Hills 90210 (Beverly Hills, 90210) – serie TV, 3 episodi (1998)
- La famiglia Addams si riunisce (Addams Family Reunion), regia di Dave Payne – film TV (1998) - non accreditata
- Jarod il camaleonte (The Pretender) – serie TV, 3 episodi (1998-1999)
- Star Trek: Deep Space Nine – serie TV, episodio 7x11 (1999)
- Squadra Med - Il coraggio delle donne (Strong Medicine) – serie TV, episodio 4x11 (2003)
- Passions – serie TV (2004-2007)
- Life – serie TV, episodio 1x02 (2007)

## Riconoscimenti
- Emmy Award
  - 1996 – Miglior attrice in una serie drammatica per La famiglia Brock
- Golden Globe
  - 1997 – Candidatura alla miglior attrice non protagonista in una serie televisiva per La famiglia Brock